# 유년필독
《유년필독》(幼年必讀)은 1907년 5월에 현채가 저술하고 휘문관에서 발행한 소학교 학생용 교과서이다. 범례에는 학생들이 애국심과 국가 사상을 갖도록 하기 위해 역사, 지지, 세계 사정을 교육하는 것을 목적으로 한다고 밝혔으나, 유년뿐만 아니라 성인들 또한 대상으로 쓰여졌다. 4권 2책의 132과로 구성되어 있고 국한문체로 기술되었다.
《유년필독》은 한국의 역사와 세계 역사, 지리, 위인, 정치 등에 관해 다루었으며 을지문덕, 이순신 등 외적의 침입을 극복한 위인들의 행적과 학생들의 애국심을 고취시키기 위한 〈독립가〉, 〈혈죽가〉 등의 노래를 실었다. 《유년필독》을 학생들에게 가르치는 교사에게 도움이 되도록 교사용 교과서 《유년필독석의》(幼年必讀釋義) 4권도 발행되었다. 통감부의 출판법에 의해 1909년 5월 금서로 지정되어 출판과 판매가 금지되었다. 1977년 아세아문화사에서 《한국개화기교과서총서》로 영인 출간되었다.